# Solo Tour
Die solo Tour war die erste Solo-Tournee des deutschen Synthie-Pop-Sängers Peter Heppner.

## Hintergrund
Bei der solo Tour handelte es sich um die erste Tournee Heppners als Solo-Künstler. Nach der Beendigung seines Band-Projektes Wolfsheim diente die Tour als Promotion für sein Debütalbum solo. Veranstalter der Konzertreihe war Meistersinger Konzerte. Die Tour erstreckte sich über drei Monate vom 15. Januar bis 4. April 2009 und führte ihn durch 14 Städte in zwei Ländern. Heppner trat während dieser Tour erstmals in Russland auf. Bei den Konzerten in Dresden, Hamburg, Hannover, Stuttgart und Leipzig wurden vom Peter-Heppner-Fanclub jeweils zwei Meet-&-Greet-Tickets für Clubmitglieder verlost.

## Touränderungen
Ursprünglich sollte die Tournee bereits Ende 2008 stattfinden, letztendlich wurde der Tourstart jedoch ins neue Jahr verlegt. Der neue Tourplan für 2009 sah zunächst 22 Konzerte in drei Ländern vor, letztendlich wurden acht Konzerte abgesagt und weitere Konzerte wurden in kleinere Konzertsäle verschoben.
Verschiedene Quellen gehen davon aus, dass die Konzerte aufgrund des schleppenden Kartenvorverkaufs ausfielen. Es wurde spekuliert, das der schleppende Vorverkauf mit den Eintrittspreisen (ca. 40 Euro) zusammenhänge. In einigen Foren gingen die Gerüchte um, dass dies mit den Rechten für die Lieder Wolfsheims zu tun hatte. Heppner selbst begründete die diversen Absagen und Änderungen mit der Tatsache, dass das Tourmanagemant andere Vorstellungen von dieser Tour hatte, als er selbst. Als die Tour von seiner neuen Tourleitung geplant wurde, sei er noch im Studio und sehr viel unterwegs gewesen, aus diesem Grund konnte er sich nicht selber um die Organisation kümmern bzw. dem Tourmanagement zur Seite stehen. Dadurch sei alles „ein bisschen“ auseinander gelaufen. Für die anschließende Clubtour wechselte Heppner wieder zu seinem alten Tourmanagement.
Entfallene Konzerte
- Nürnberg – Löwensaal (16. Januar 2009)[7]
- Giesen – Hessenhallen (17. Januar 2009)[3][7]
- Erfurt – Thüringenhalle (5. Dezember 2008/23. Januar 2009) (Zunächst Änderung, dann Entfall)[7][9]
- Münster – Halle Münsterland (28. Januar 2009)[10][11]
- Bremen – Pier 2 (31. Januar 2009)[7]
- München – Tonhalle (8. Februar 2009)[7]
- Kiel – Halle400 (14. Februar 2009)[10][11]
- Wien – Gasometer (20. Februar 2009)[10][11]

Änderungen (Ursprünglicher Veranstaltungsort → Neuer Veranstaltungsort)
- Dresden – Alter Schlachthof (28. November 2008) → Alter Schlachthof (18. Januar 2009)[9]
- Oberhausen – Turbinenhalle (3. Dezember 2008) → Turbinenhalle (22. Januar 2009)[9]
- Mainz – Phönix-Halle (4. Dezember 2008) → Phönix-Halle (15. Januar 2009)[9]
- Hamburg – Große Freiheit (9. + 10. Dezember 2008) → Gruenspan (24. Januar 2009) (Zunächst waren zwei Hamburg-Konzerte geplant, später erfolgte nur eins)[9]
- Leipzig – Haus Auensee (11. Dezember 2008) → Haus Auensee (5. Februar 2009) → Werk 2 (15. Februar 2009)[6][9]
- Stuttgart – Liederhalle (6. Februar 2009) → Liederhalle (7. Februar 2009)[9]
- Köln – Palladium (12. Februar 2009) → Luxur (25. Januar 2009)[9]
- Chemnitz – Stadthalle (Großer Saal) (21. Februar 2009) → Stadthalle (Kleiner Saal) (21. Februar 2009)[7]
- Berlin – Columbiahalle (15. Februar 2009) → Kesselhaus (6. Februar 2009)[7]

## Band-Mitglieder
- Peter Heppner: Gesang
- Carsten Klatte: Gitarre
- Lothar Manteuffel: Keyboard
- Dirk Riegner: Keyboard
- Lars Watermann: Schlagzeug[12]

## Tourdaten
| Datum            | Stadt            | Veranstaltungsort         | Land        |
| ---------------- | ---------------- | ------------------------- | ----------- |
| 15. Januar 2009  | Mainz            | Phönix-Halle              | Deutschland |
| 18. Januar 2009  | Dresden          | Alter Schlachthof         | Deutschland |
| 22. Januar 2009  | Oberhausen       | Turbinenhalle             | Deutschland |
| 24. Januar 2009  | Hamburg          | Gruenspan                 | Deutschland |
| 25. Januar 2009  | Köln             | Luxor                     | Deutschland |
| 29. Januar 2009  | Hannover         | Capitol                   | Deutschland |
| 30. Januar 2009  | Magdeburg        | Factory                   | Deutschland |
| 6. Februar 2009  | Berlin           | Kesselhaus                | Deutschland |
| 7. Februar 2009  | Stuttgart        | Liederhalle               | Deutschland |
| 13. Februar 2009 | Rostock          | Stadthalle                | Deutschland |
| 15. Februar 2009 | Leipzig          | Werk 2                    | Deutschland |
| 21. Februar 2009 | Chemnitz         | Stadthalle (Kleiner Saal) | Deutschland |
| 3. April 2009    | Sankt Petersburg | GlavClub                  | Russland    |
| 4. April 2009    | Moskau           | Tochka                    | Russland    |

## Setlist
Die Setlist bestand aus 20 Liedern. Während der Konzertreihe spiele Heppner im ersten Teil der Zugabe das Lied Mr. Blue. Hierbei handelt es sich um ein Cover des britischen Synthie-Pop-Duos Yazoo. Eigenen Aussagen zufolge handelt sich dabei um eines der Lieblingsstücke Heppners aus seiner Jugendphase. Heppner spielte das Lied bislang nur live während dieser Tour, auf einem Tonträger wurde das Stück nie veröffentlicht. Generell bestand die Setlist teils aus Liedern des aktuellen Albums sowie zum Teil aus einer Zusammenstellung von älteren Gastbeiträgen und Wolfsheim-Stücken. Die folgende Liste ist eine Übersicht des Hauptsets, die Heppner während der Tour spielte (Stuttgart):
1. Easy
2. I Hate You
3. Alleinesein
4. No Matter What It Takes
5. Die Flut
6. Künstliche Welten
7. Being Me
8. Wherever
9. Kein Zurück
10. Wir sind wir
11. Suddenly
12. Vorbei
13. Vielleicht?
14. Once in a Lifetime
15. Dream of You
16. Wundervoll
17. Das geht vorbei

Zugabe 1:
1. Mr. Blue
2. Leben … I Feel You

Zugabe 2:
1. The Sparrows and the Nightingales[14]